# Точка G (группа)
«Точка G» — российская поп-группа, основанная в 2009 году.

## История
Идея о создании группы возникла у студентов ВГПУ Анны Крыльцовой и Дмитрия Венгерова в 2005 году после совместного выступления на «студенческой весне». Позднее в состав коллектива вошла Мария Карташова, бывшая в то время студенткой ВГАФК.
В 2009 году при содействии Алексея Романова был записан сингл «Цветная любовь», вышедший в эфир Русского радио, а позднее и других радиостанций. Песня была положительно воспринята как слушателями (в частности, Филипп Киркоров после выступления группы в Волгограде отмечал, что у неё «большое будущее»), так и критиками, назвавшими исполнителей «Банд’Эрос Джуниор». Впоследствии на композицию был снят клип.
В 2010 году группа вместе с коллективом «Не спать!» записала песню «Привет, медвед!». В 2011 году создан сингл «Я убита, ты попал», соавтором которого выступила Ирина Дубцова. Премьера сингла состоялась в спортивном комплексе «Олимпийский». Во время съёмок клипа на эту песню использовались особые декорации. В 2012 году совместно с DJFunkyFlo была записана танцевальная версия сингла.
Весной 2013 года издан следующий сингл — «Рядом с тобой». Песня стала достаточно популярной в рунете, и на неё так же был снят клип. Летом этого же года записан сингл «#ЭТО», продюсером которого выступил Томас Н’эвергрин, а затем вышел дебютный альбом из 14 композиций под названием «Всё через джи».

## Дискография
Студийные альбомы
- Всё через джи (2013)